# Giorgio Belladonna
Giorgio Belladonna (ur. 7 czerwca 1923 w Rzymie – zm. 12 maja 1995) – włoski brydżysta z tytułem World Grand Master, urzędnik państwowy. Jeden z najbardziej utytułowanych brydżystów na świecie. W latach 1956–1975 grał w słynnym Blue Teamie. 13 razy zdobył tytuł Mistrza Świata (na Bermuda Bowl) i 3 razy tytuł Mistrza Olimpijskiego (na Olimpiadach brydżowych). Jego nazwiskiem nazwano zagranie Belladonna coup. 
W brydża zaczął grać w 1943 roku. W latach 50. i 60. jego ulubionym partnerem brydżowym był Walter Avarelli. Grając razem stosowali system licytacyjny Rzymski Trefl. 
W latach 1967-1970 grał w drużynie objazdowej Cyrk Sharifa. W 1971 roku, razem z Benito Garozzo, grał w drużynie Charlesa C. Wei reklamującej system Precision Club.
Od tego czasu często grali razem tworząc parę uważaną wtedy za najlepszą na świecie. Przez długi czas stosowali własną wersję systemu Precision Club. W 1975 roku razem z innymi gwiazdami Blue Teamu grał w Teamie Lancii.
Poza brydżem interesował się fotografią i tenisem.

## Dokonania brydżowe
Giorgio Belladonna grając w drużynie Blue Team zdobył:
- 3 tytuły Mistrza Olimpijskiego na Olimpiadach brydżowych w latach: 1964, 1968, 1972.
- 13 tytułów Mistrza Świata na Bermuda Bowl w latach: 1957, 1958, 1959, 1961, 1962, 1965, 1966, 1967, 1969, 1972, 1973, 1974, 1975.
- 4 tytuły Mistrza Europy w latach: 1956, 1957, 1958, 1959.

Ponadto zdobył tytuły:
- Wicemistrza Olimpijskiego w 1976 roku
- Wicemistrza Świata w layach 1976, 1979, 1983
- Mistrza Europy w latach 1965, 1967, 1969, 1971, 1973, 1979.
- Wicemistrza Europy w latach 1962, 1977, 1983.

oraz wielokrotnie tytuł Mistrza Włoch.

## Publikacje
- Il sistema Fiori romano, Giorgio Belladonna i Walter Avarelli (1958) 163 s.; Wydanie II (Ars Nova, 1964) 222 s.; Wydanie III (Bridge d'oggi, 1969) 181 s.
- The Roman Club System of Distributional Bidding, Giorgio Belladonna i Walter Avarelli (Simon & Schuster, 1959) 162 str.
- Imparate il bridge con me, Giorgio Belladonna, Wydanie I (U. Mursia & C., 1971) 311 s.; Wydanie II (U. Mursia & C., 1973) 311 s.; Wydanie III (U. Mursia & C., 1977) 309 s.
- Precision System (il sistema per tutti) e Superprecision (il sistema per esperti), Giorgio Belladonna i Benito Garozzo (U. Mursia & C., 1973) 292 s.
- Imparate il bridge da soli, Giorgio Belladonna i Benito Garozzo (Editrice Gioci, 1974) 191 s.
- Precision and Superprecision bidding, Giorgio Belladonna i Benito Garozzo (G. P. Putnam's Sons, 1975) 191 s.
- Il nuovissimo Fiori romano, Giorgio Belladonna i Benito Garozzo (U. Mursia editore, 1976) 196 s.
- Il sistema Lancia, Giorgio Belladonna i Benito Garozzo (U. Mursia editore, 1976) 235 s.
- Dentro il bridge con Belladonna. Il gioco della carta, Giorgio Belladonna (U. Mursia editore, 1980) 222 s.
- Dentro il bridge con Belladonna. Strategia e tattica del bridgista formula uno, Giorgio Belladonna (U. Mursia editore, 1981) 230 s.
- Il moderno Fiori romano, Giorgio Belladonna (U. Mursia editore, 1988) 221 s.